# Franciszek Styra
Franciszek Styra (ur. 28 listopada 1882 w Biedrzychowicach, zm. 10 października 1941 w KL Auschwitz) – polski ksiądz katolicki, proboszcz parafii św. Jerzego w Mszanie. Więzień KL Auschwitz nr 18176.

## Życiorys

### Wczesne życie
Urodził się 28 listopada 1882 w Biedrzychowicach koło Prudnika. Jego ojcem był drobny chałupnik Józef, a matką Paulina z domu Miczków. Został ochrzczony w kościele Wniebowzięcia Najświętszej Maryi Panny w Biedrzychowicach.
Edukację rozpoczął w szkole powszechnej w Biedrzychowicach. Następnie przeszedł do szkoły w Głogówku. Uczęszczał do Królewskiego Gimnazjum w Prudniku, gdzie zdał egzamin dojrzałości. 18 lutego 1903 wstąpił do seminarium we Wrocławiu. Tam przez 4 lata studiował na Wydziale Teologicznym Uniwersytetu Wrocławskiego. Po latach wspominał w kronice parafii w Mszanie:

Narodziłem się w Biedrzychowicach powiatu prudnickiego, dnia 28 listopada 1882 r. Do studjów nakłonił mnie Ks. prob. Emanuel Schulzik. Był on swego czasu proboszczem w Wodzisławiu, skąd przyszedł do Biedrzychowic. Po jego przedwczesnej śmierci uczęszczałem do wyższej szkoły w Głogówku i do gimnazjum w Prudniku. Studja teologiczne odbyłem we Wrocławiu. W szkołach nauczyłem się wiele rzeczy, jednej bardzo potrzebnej rzeczy niestety nie: Kaligrafji. Powodem tego zaniedbania było, że do szkoły powszechnej od młodu uczęszczałem zaledwie dwa razy w tygodniu.

### Działalność duszpasterska
27 czerwca 1907 z rąk biskupa Adolfa Bertrama otrzymał święcenia kapłańskie. Został skierowany do pracy w parafii św. Bartłomieja Apostoła w Jełowej. Od 25 września 1907 do 29 września 1910 przebywał w parafii Trójcy Przenajświętszej w Kochłowicach, gdzie proboszczem był Ludwik Tunkel, również pochodzący z Biedrzychowic. Następnie, do 1911 był wikarym w parafii św. Jana Nepomucena w Przyszowicach. 10 lipca 1911 trafił do parafii Świętych Apostołów Piotra i Pawła w Gliwicach, gdzie pracował z ludźmi głuchoniemymi. Miał w tym czasie problemy z drogami oddechowymi.
W latach 1917–1919 służył w parafii św. Bartłomieja Apostoła w Bieruniu. 9 sierpnia 1919 został przeniesiony do parafii św. Andrzeja Apostoła w Ujeździe, gdzie przebywał do 1922. Otrzymał dekret przydzielający go do pomocy w parafii Matki Boskiej Bolesnej i św. Antoniego w Rybniku. Tamtejsi parafianie wystosowali pismo, w którym sprzeciwili się przydzieleniu Styry do ich parafii. Z listu, podpisanego przez naczelników gmin Golejów, Jejkowice, Ligota, Orzepowice i Zebrzydowice, wynika, że Styra uważany był za kapłana bardziej przychylnego Niemcom niż Polakom. Mimo tego, Styra przybył do Rybnika. Tamże przygotował do pierwszej komunii Konrada Szwedę, z którym w 1941 spotkał się w Auschwitz.

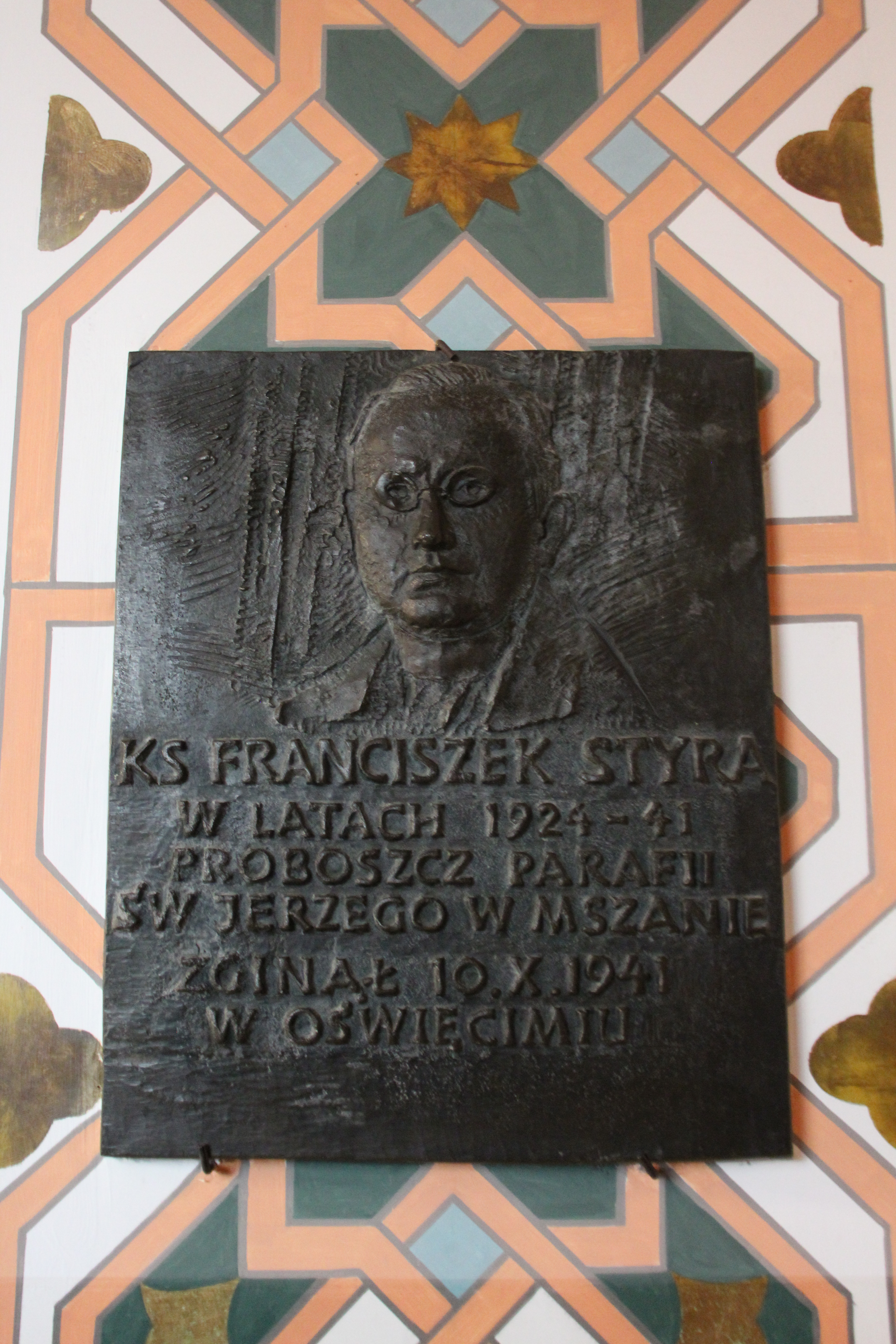
Tablica pamiątkowa w kościele św. Jerzego w Mszanie

Po półrocznej posłudze w parafii w Rybniku, w 1923 został powołany do parafii św. Jerzego w Mszanie. Pełnił tam posługę kapelana pomagającego proboszczowi Wilhelmowi Tuskerowi. Gdy Tusker złamał nogę, Styra przejął wszystkie obowiązki duszpasterskie i administracyjne w parafii. Tusker zmarł 6 stycznia 1924, a Styra został oficjalnie mianowany proboszczem parafii w Mszanie 22 lutego 1924. Nominacja ta spotkała się z protestem części parafian. Wystosowywali pisma do administratora apostolskiego, w których zarzucali Styrze m.in. złe traktowanie ludności polskiej. W pismach tych dopuszczano się fałszowania niektórych relacji. Inni parafianie byli zwolennikami Styry, wstawił się za nim również dziekan Franciszek Schnalke. Opozycja mieszkańców wygasła wraz ze śmiercią naczelnika gminy Józefa Sitka. W 1932 na łamach „Gościa Niedzielnego” napisano, że Styra jest „ogólnie szanowany i lubiany przez lud”.
Styra położył nacisk na rozwój życia religijnego w parafii w Mszanie. W 1926 za jego sprawą został kanonicznie erygowany III zakon franciszkański w parafii. W 1927 z jego inicjatywy przemianowano istniejącą w Mszanie od 1916 Sodalicję Mariańską Młodzieńców na Stowarzyszenie Młodzieży Polskiej. Sporządził protokół tradycji parafii, spisy inwentarza kościelnego, nieruchomości, archiwum parafialnego, registratury oraz stan finansów parafii. Zaczął prowadzić kronikę parafialną. Przebudował częściowo zabudowania gospodarstwa, które stanowiło część uposażenia proboszcza. Oddał grunt pod budowę nowej szkoły, oddanej do użytku w 1938. Podjął prace remontowe w kościele św. Jerzego oraz na probostwie.
13 września 1925 Styra poświęcił pomnik poległych powstańców w III powstaniu śląskim na cmentarzu. Wspierał on również rozwój harcerstwa i prowadził lekcje religii w miejscowych szkołach.

### II wojna światowa
W czasie II wojny światowej, w pierwszym dniu walk pod Bożą Górą, 1 września 1939 część zabudowań Mszany została zniszczona, a w wyniku strzelaniny część mieszkańców została ranna lub zabita. Styra wstawił się przed dowództwem niemieckim za grupą chłopców skazanych na śmierć za rzekome strzelanie do niemieckich żołnierzy. Przez nową administrację został zmuszony do prowadzenia ksiąg metrykalnych i kroniki parafialnej po niemiecku. Jedna z nauczycielek szkoły w Mszanie, Wanda Hanuszkiewicz z Sosnowca, która w pierwszych dniach wojny zjawiła się na probostwie, oprócz pomocy materialnej usłyszała od Styry słowa otuchy: „[…] może mnie nie będzie, może Pani nie będzie, ale Polska będzie, ja w to wierzę”.
10 września 1939 Styra spotkał się z mieszkańcem Mszany o nazwisku Sitek, któremu polecił, by ten przechował powstańczy sztandar z kościoła. Styra powtarzał w swoich kazaniach po niemiecku słowa: aushalten, durchhalten, mundhalten (pol. wytrzymać, przetrzymać, milczeć), czym zaczął narażać się miejscowym zwolennikom administracji niemieckiej oraz władzom okupacyjnym.
W 1940 przez Mszanę przetoczyła się fala aresztowań, spowodowana podejrzeniami o działalność konspiracyjną. Styra bezskutecznie próbował wstawić się za aresztowanymi. W połowie tegoż roku we wsi zawiązała się Polska Tajna Organizacja Narodowa, która wydawała ulotki antyniemieckie, pisane na maszynie pożyczonej od Styry. Jedna z tych ulotek dostała się w ręce Gestapo, które zdawało sobie sprawę, że w Mszanie maszynę do pisania miał proboszcz. Styra został aresztowany 15 kwietnia 1941 pod zarzutem działalności konspiracyjnej przeciwko władzy niemieckiej oraz drukowania tajnych ulotek. Z powodu braku dowodów został zwolniony z więzienia, jednak aresztowano go ponownie, gdy 25 kwietnia znaleziono jego maszynę do pisania w domu Dominika i Gertrudy Plutowskich. Styra był świadomy zdrady ze strony parafian, co przekazał Konradowi Szwedzie, jednak nigdy nie wymienił nazwisk osób, które go zdradziły. Szweda wspominał pobyt Styry w więzieniu:

Szykany więzienia rybnickiego znosił ks. Styra z godnością katolickiego kapłana. Traktowany na równi z innymi więźniami spełnia najniższe posługi, a w chwilach wolnych modli się, myśli i snuje refleksje nad swoim życiem […] Teraz jest we więzieniu jako wyrzutek społeczeństwa, wzgardzony przez wszystkich. Tak chętnie wszystkim pomagał, radził, podnosił na duchu, dziś jemu nikt pomóc nie chce. Smutny siedzi w celi więziennej i modli się do Wszechmogącego Boga. Po trzech miesiącach wywieziono ks. Styrę z Rybnika do Oświęcimia. Tu już nie znalazł chwili czasu na refleksje. Tu zaprzężony w kierat obozowego życia stawał się numerem bez znaczenia.

### KL Auschwitz

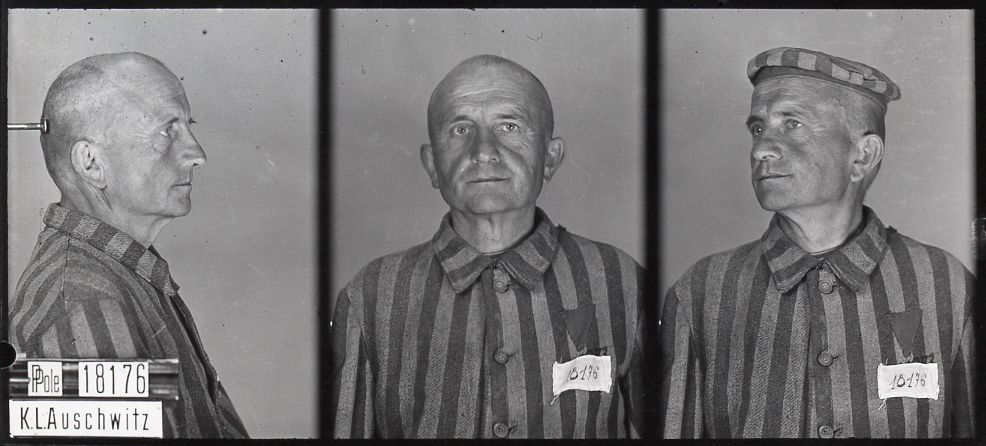
Franciszek Styra jako więzień KL Auschwitz numer obozowy 18176. Oświęcim 1941

17 lipca 1941 Styra został przeniesiony z więzienia w Rybniku do obozu pracy Auschwitz. Jego numerem obozowym było 18176.
Przebywał na jednym bloku z pochodzącym z Mszany Alojzym Sobalą, który miał dostęp do kuchni i zaproponował Styrze dodatkowe jedzenie. Styra odmówił „ze względu na równość i braterstwo ludzi skazanych na głód, cierpienia i śmierć”. Szweda wspominał:

W komandzie Neu-Bau wre praca. W morderczym tempie uwijają się więźniowie, wszędzie słychać wrzaski i bicia. Wśród robotników ujrzysz księdza Styrę, jak w szarym pasiaku ugina się pod ciężarem żelaznej taczki naładowanej cegłami. Ujrzysz go później przy pielęgnowaniu drzew, jak kopie ziemię wozi nawóz nosi wodę. Wieczorem słaby i zbity, zgłodniały wraca na blok.

Nad Styrą znęcał się blokowy zwany „Krwawym Alojzym”, znany ze znęcania się nad więźniami za przejawy religijności.
Styra zachorował na zapalenie płuc. Na palcu u nogi pokazał się ropień, dołączyła się gangrena. Zmarł w nocy z 9 na 10 października 1941, jego ciało spalono w krematorium. W akcie zgonu zapisano, iż zmarł w wyniku powikłań po operacji nogi.

## Upamiętnienie
W głównym przedsionku kościoła św. Jerzego w Mszanie umieszczono tablicę upamiętniającą proboszcza Franciszka Styrę. Jego imie nadano jednej z ulic w Mszanie. Ponadto, Styra został upamiętniony na tablicach w kościele Matki Bożej Niepokalanej w Harmężach, w katedrze Chrystusa Króla w Katowicach, oraz na ścianie kościoła Najświętszego Serca Pana Jezusa w Jastrzębiu-Zdroju.